# 大久保寛
大久保 寛（おおくぼ ひろし、1954年 - ）は、日本の英米文学翻訳家。「おおくぼかん」の読みも用いている。

## 来歴
東京都生まれ。早稲田大学政治経済学部卒業。広告代理店のコピーライターをしている時に翻訳の勉強を始める。小鷹信光に師事した後、1984年『悪党パーカー／裏切りのコイン』（早川書房）で翻訳家デビュー。

## 翻訳
フィリップ・プルマン著
- 『黄金の羅針盤』(ライラの冒険シリーズ)　新潮社 1999年
- 『黄金の羅針盤』(新潮文庫) （上・下）　新潮社 2003年
- 『黄金の羅針盤ライラの冒険』 （上・下） (軽装版)　新潮社 2007年

- 『琥珀の望遠鏡』(ライラの冒険シリーズ) 新潮社 2002年
- 『琥珀の望遠鏡』(新潮文庫) （上・下）　新潮社 2004年

- 『神秘の短剣』(新潮文庫) （上・下）　新潮社 2004年

オーエン・コルファー著　アルテミス・ファウルシリーズ（児童文学小説）
角川書店
- 第1巻『アルテミス・ファウル-妖精の身代金』 2002年、2007年（角川文庫）
- 第2巻『アルテミス・ファウル-北極の事件簿』2003年、2007年（角川文庫）
- 第3巻『アルテミス・ファウル-永遠の暗号』 2006年
- 第4巻『アルテミス・ファウル-オパールの策略』 2007年
- 第5巻『アルテミス・ファウル-失われし島』　2010年

ディーン・R・クーンツ著
- 『ファントム』(ハヤカワ文庫) （上・下） 　早川書房 1988年
- 『闇の殺戮』(光文社文庫)　光文社 1992年
- 『闇へ降りゆく』(扶桑社ミステリー)　内田昌之・白石朗・安田均訳　扶桑社 2000年

クライヴ・バーカー著　『血の本』シリーズ 
- 『ジャクリーン・エス』（集英社文庫）　集英社　1987年
- 『ゴースト・モーテル』（集英社文庫）　集英社　1987年

その他
- ジョゼフ・ハンセン（Joseph Hansen）著 『ブルー・ムービー』(世界ミステリシリーズ)　早川書房 1986年
- スティーヴン・グリーンリーフ（Stephen Greenleaf）著『無実の領域』私立探偵ジョン・タナー(Hayakawa pocket mystery books) 　早川書房 1987年
- ウィリアム・リンク／リチャード・レビンソン（en:William Link／en:Richard Levinson）著　刑事コロンボ『殺しのマジック』　二見書房 1991年
- ジェームズ・クラムリー（en:James Crumley）著『ダンシング・ベア』(ハヤカワ・ミステリ文庫)　早川書房 1993年
- グレアム・ワトキンス著『致死性ソフトウェア』（上・下）（新潮文庫）　新潮社　1997年
- ハワード・ブラム（Howard Blum）著 『ナチス狩り』(新潮文庫)　新潮社 2003年
- リチャード・ハーマン（Richard Herman）著　『ワルシャワ大空戦』上巻　(新潮文庫)　新潮社 2003年
- ジーン・アウル著『ケーブ・ベアの一族(エイラ－地上の旅人)』（上・下）　集英社　2004年
- ケム・ナン（en:Kem Nunn）著『源にふれろ』(ハヤカワ・ミステリ文庫)　早川書房　2004年
- マシュー・スケルトン（en:Matthew Skelton）著『エンデュミオン・スプリング』　新潮社　2006年

ゲームブック
J・H・ブレナン（en:James Herbert Brennan）著
- 『グレイルクエスト』

　2.　『ドラゴンの洞窟』 二見書房　1985年
　5.　『魔獣王国の秘剣』 二見書房　1986年